# Presidente Lucena
Presidente Lucena är en kommun i Brasilien.   Den ligger i delstaten Rio Grande do Sul, i den södra delen av landet, 1 600 km söder om huvudstaden Brasília. Antalet invånare är 2 485.
I omgivningarna runt Presidente Lucena växer i huvudsak städsegrön lövskog. Runt Presidente Lucena är det tätbefolkat, med 276 invånare per kvadratkilometer.